# 瓦屋山镇
瓦屋山镇，是中华人民共和国四川省眉山市洪雅县下辖的一个乡镇级行政单位。

## 行政区划
瓦屋山镇下辖以下地区：
瓦山社区、张坝村、群贤村、崔湾村、关帝村、雷坪村、沙湾村、长河村、燕远村、射亭村、新寺村、李湾村、青龙村、永盛村、付田村、自新村、共河村、复兴村、龙圣村、高丽村、凤江村、王村、孔雀村、罐坪村、石溪村、小店村和卢村。